# 4490 Bambery
4490 Bambery је астероид са пречником од приближно 8,26 .
Афел астероида је на удаљености од 2,109 астрономских јединица (АЈ) од Сунца, а перихел на 1,752 АЈ.
Ексцентрицитет орбите износи 0,092, инклинација (нагиб) орбите у односу на раван еклиптике 26,121 степени, а орбитални период износи 980,121 дана (2,683 године).
Апсолутна магнитуда астероида је 12,70 а геометријски албедо 0,215.
Астероид је откривен 14. јула 1988. године.